# برتیه-سور-مر، کبک
برتیه-سور-مر (به فرانسوی: Berthier-sur-Mer) شهری در منطقه شهری مومانی منطقه شودییر-آپالاش در استان کبک کانادا است. در سرشماری سال ۲۰۱۱ این شهر ۱٬۳۵۶ نفر جمعیت داشته‌است و مساحت آن ۲۶٫۰۵ کیلومتر مربع است.